# 法拉崖
67°34′S 61°29′E / 67.567°S 61.483°E
法拉崖（英語：Falla Bluff）是南極洲的海崖，位於烏特斯蒂卡爾灣，該海崖在1931年2月被英國、澳大利亞和新西蘭的探險隊發現，以隨隊的鳥類學家命名。